# Harry Bodaan
Harry Bodaan (Den Haag) is een Nederlands-Amerikaanse hotelier en zakenman, vooral bekend als eigenaar van het hotel La Mansión Inn in Manuel Antonio, Costa Rica. Hij kwam internationaal in het nieuws naar aanleiding van zijn arrestatie en vervolging in verband met de moord op de Costa Ricaanse arts María Luisa Cedeño in 2020. Bodaan werd in 2023 vrijgesproken, maar het vonnis werd in 2024 vernietigd, waardoor een nieuw proces werd gelast.

## Biografie
Harry Bodaan werd geboren in Nederland en verhuisde later naar de Verenigde Staten, waar hij onder meer werkzaam was als manager van de National Press Club in Washington D.C. Vervolgens vestigde hij zich in Costa Rica, waar hij eigenaar werd van het luxehotel La Mansión Inn in Manuel Antonio. Bodaan was actief in lokale netwerken en bekleedde de functie van voorzitter van de Kamer van Koophandel in Quepos. Hij stond bekend als een prominente figuur binnen de expatgemeenschap.

## Moordzaak María Luisa Cedeño
Op 20 juli 2020 werd de 43-jarige arts María Luisa Cedeño dood aangetroffen in kamer 3 van het hotel La Mansión Inn. Uit onderzoek bleek dat zij was verkracht en gewurgd. Bodaan werd samen met twee andere mannen, Teodoro Herrera Martínez en Luis Carlos Miranda, gearresteerd en aangeklaagd wegens betrokkenheid bij de misdrijven.
Het proces kreeg veel media-aandacht in zowel Costa Rica als internationaal, mede door Bodaan’s status als buitenlandse hotelier. DNA-bewijs wees voornamelijk in de richting van Herrera Martínez, die uiteindelijk werd veroordeeld tot 50 jaar gevangenisstraf. Bodaan en Miranda werden in april 2023 vrijgesproken wegens gebrek aan overtuigend bewijs.

## Vernietiging van het vonnis
In oktober 2024 oordeelde een hof in Costa Rica dat het eerdere vonnis tegen Bodaan en Miranda vernietigd moest worden. Het gerecht beval een nieuw proces, waarbij Bodaan verplicht werd een vaste verblijfplaats in Costa Rica te behoud
en en bereikbaar te blijven voor justitie.

## Publicatie
In juli 2025 publiceerde Bodaan samen met schrijver Karl Kahler het boek The Murder in Room 3. Hierin beschrijft hij zijn persoonlijke ervaringen, zijn visie op de rechtszaak en de gevolgen voor zijn leven en carrière.

## Persoonlijk leven
Bodaan heeft zowel de Nederlandse als de Amerikaanse nationaliteit. Voor zijn arrestatie leidde hij een luxe levensstijl in Manuel Antonio en was hij betrokken bij lokale politieke en zakelijke activiteiten.